# Aufschlagbrand

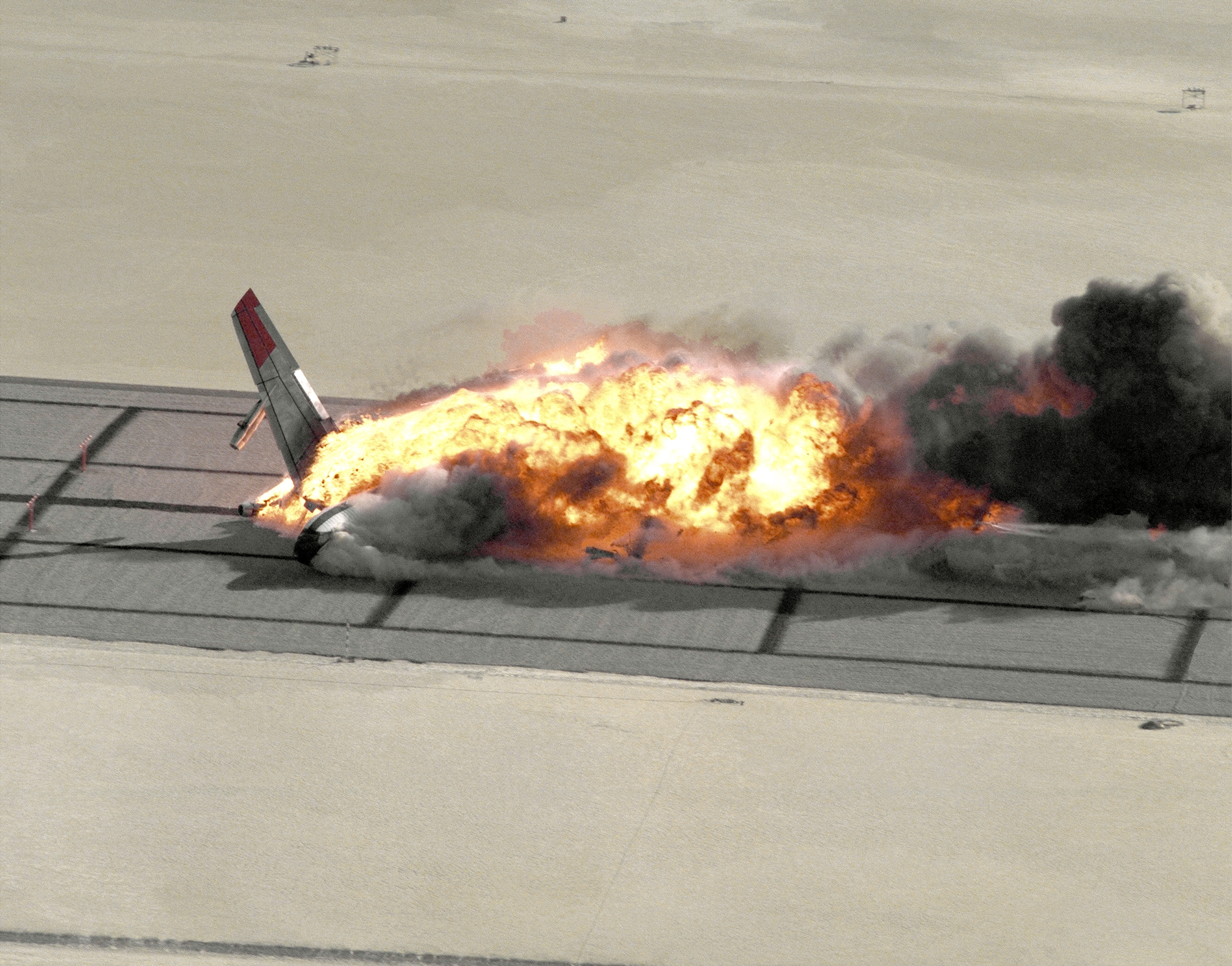
Simulierter Aufschlagbrand einer Boeing 720

Unter dem Begriff Aufschlagbrand werden in der Regel zwei verschiedene Aspekte behandelt. Zum einen bezeichnet es den Moment, in dem infolge technischen Defekts oder durch Feindbeschuss ein Flugzeug oder eine andere Flugmaschine (z. B. Hubschrauber, Lastensegler) mit daraus resultierender Feuerentwicklung auf den Boden oder das Wasser aufschlägt und zum anderen die Bezeichnung der Todesursache verunglückter Piloten oder Passagiere. Letzterer Begriff wurde während des Zweiten Weltkrieges von der Luftwaffenführung der Wehrmacht in großem Umfang in entsprechenden Todesberichten und Verlustlisten verwendet.